# HD 180262
HD 180262是在赤道星座天鷹座的一對寬距雙星。 這一對角距離為89.823″。

## 外部連結
- HR 7300 （页面存档备份，存于）
- CCDM 19153+1505 （页面存档备份，存于）
- HD 180262 Archive.today的存檔，存档日期2013-02-13